# Alexej von Jawlensky

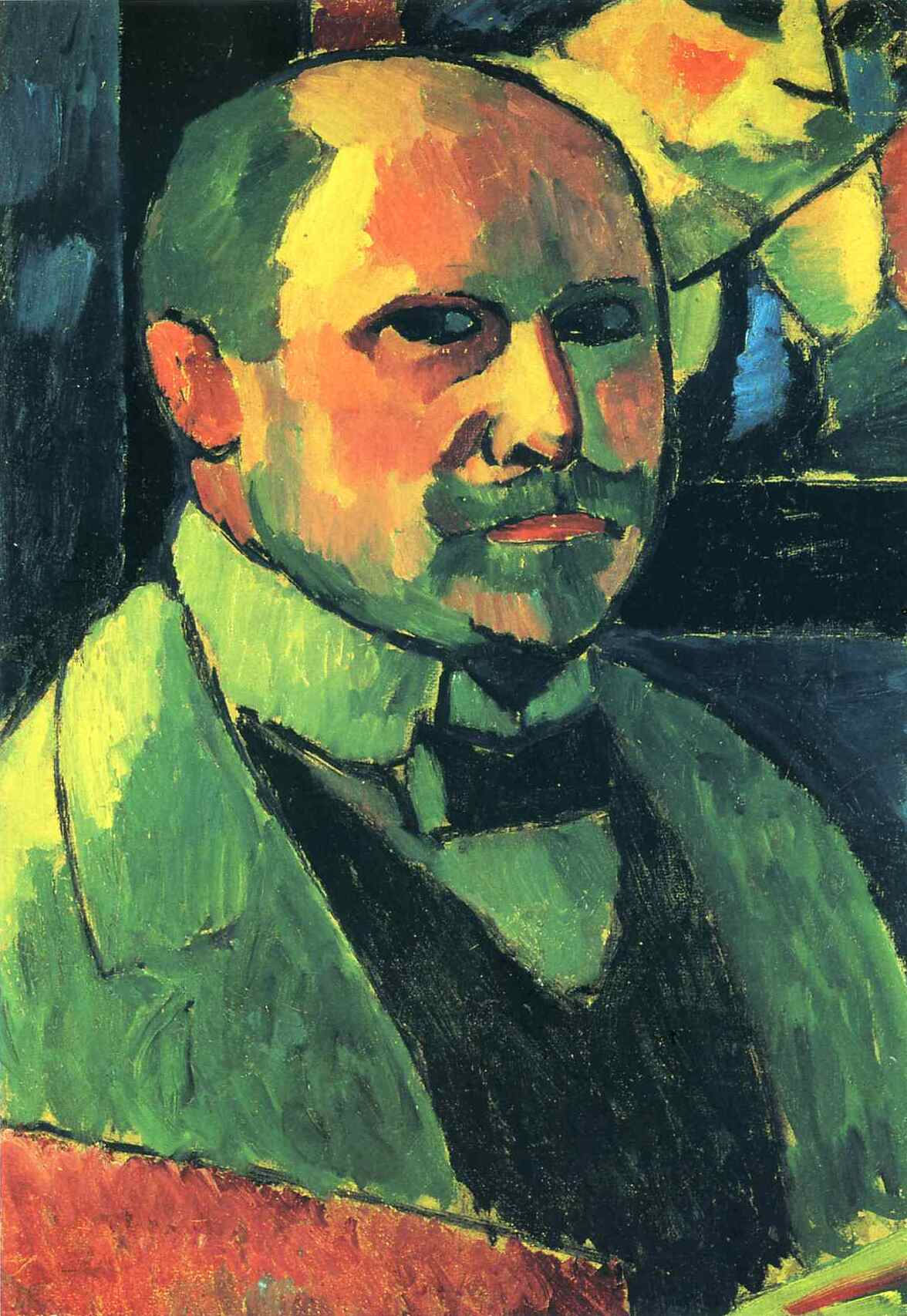
Alexej von Jawlensky: Selbstporträt, 1912

Alexej von Jawlensky (ursprünglich Alexei Georgijewitsch Jawlenski; russisch Алексей Георгиевич Явленский, wiss. Transliteration Alexej Georgievič Javlenskij; auf deutschen Personenstandsurkunden Alexis (von) Javlensky, * 13. Märzjul. / 25. März 1865greg. oder 1864 in Kuzlovo, Gouvernement Twer, Russisches Kaiserreich; † 15. März 1941 in Wiesbaden) war ein russisch-deutscher Maler, der auch in der Schweiz und in Deutschland wirkte.
Jawlensky zählt als Maler des Expressionismus zum Umfeld der von Wassily Kandinsky und Franz Marc initiierten Künstlergemeinschaft Der Blaue Reiter. Ab 1924 bildete er mit den Bauhaus-Meistern Lyonel Feininger, Wassily Kandinsky und Paul Klee die Ausstellungsgemeinschaft Die Blaue Vier.

## Biographie

### Jawlenskys Geburtsjahr
Für Jawlenskys Geburtsjahr existieren mehrere Versionen. Zum Beispiel „steht auf dem Anmeldeschein in München […] 1866, korrigiert zu 1864!“ Eine andere Darstellung wollte 1924 glauben machen, Jawlensky habe erst ein Jahr später – nämlich 1867 – das Licht der Welt erblickt.
Seit der großen Monografie von 1959 von Clemens Weiler, des ersten Jawlensky-Biografen, verfestigte sich die Vorstellung, 1864 sei Jawlenskys Geburtsjahr gewesen. Ohne Belege leitete er sein Buch mit den Worten ein: „Alexej Georgewitsch Jawlensky wurde am 13. März 1864 alten Stils […] geboren.“ Weilers Meinung schlossen sich – ohne irgendwelche Argumente zu nennen – zum Beispiel auch die Autorinnen des Jawlensky-Werkverzeichnisses 1991 an.
Erst nahezu vierzig Jahre nach Weiler gab es 1998 begründeten Widerspruch durch die Autorin Jelena Hahl-Fontaine. Sie erläuterte, nachdem sie im „Zentralen Staatlichen Militärhistorischen Archiv in Moskau“ Recherchen angestellt hatte: „Die meisten Tatsachen […] sprechen seit neuestem für das Jahr 1865.“ Dazu führt sie aus, dass Jawlensky zur Aufnahmeprüfung an der Akademie in Sankt Petersburg verschiedene Dokumente vorlegte, unter anderem „auch eine beglaubigte Kopie seiner Geburtsurkunde. Außerdem mußte er gleichzeitig ein Formular ausfüllen, wo er eigenhändig nochmals sein Geburtsdatum eintrug […] 13. März 1865.“ Als flankierende Maßnahme konsultierte Hahl-Fontaine Militärdienstlisten von Jawlenskys Vater, Georgi Nikiforowitsch Jawlensky (26. April 1826 bis 6. März 1885) und fand dort Alexejs Geburtsdatum mit „13. März 1865“ bestätigt.
Letztere Version fand 2004 Eingang in den Katalog der Wiesbadener Ausstellung „Jawlensky, Meine liebe Galka!“ Fünfzehn Jahre später – 2019 – wurde die Entdeckung von 1998 wieder rückgängig gemacht.
Offensichtlich wusste Jawlensky selbst nie so genau, wann und wo er geboren wurde, denn er schrieb in seinen Lebenserinnerungen, den Leser irritierend: „Meine alte Amme Sikrida erzählte mir, daß ich in Torschok geboren sei oder in einem kleinen Ort in der Nähe von Torschok im Gouvernement Twer. Sie sagte: ‚Sie sind auf dem Weg geboren.‘“
Diese Passage von Jawlenskys Lebenserinnerungen blieb von allen Autoren, die sich mit Jawlenskys Geburtsdatum auseinandersetzten, unberücksichtigt. Unberücksichtigt blieb auch, dass es im zaristischen Russland durchaus üblich war, durch Bestechungen an amtliche Papiere mit fingierten Daten wie zum Beispiel Geburtsurkunden oder Reisepässe zu gelangen. Der russische Maler Jehudo Epstein schildert diese frühere Praxis im Umgang mit Schmiergeld, sogenannten „Nehmungen“, in seinem Buch „Mein Weg von Ost nach West“ sehr anschaulich.

### In Russland 1864/1865–1896
Jawlensky wurde als fünftes Kind von sechs Geschwistern 1864 oder 1865 geboren. Sein Vater, Oberst Georgi Nikiforowitsch Jawlensky, starb, als der Sohn 17 oder 18 Jahre alt war. Seine Mutter Alexandra Petrowna Medwedewa war die zweite Frau seines Vaters. Mit sechzehn Jahren lebte er mit der Familie in Moskau, mit dem Ziel Offizier zu werden. Auf der Allrussischen Industrie- und Kunstausstellung sah er 1882 in Moskau zum ersten Mal Gemälde, entdeckte seine Liebe zur Malerei und begann als Autodidakt seine malerischen und zeichnerischen Fähigkeiten durch Besuche an Sonn- und Feiertagen in der Tretjakow-Galerie zu schulen. Als Offizier erreichte er 1889 seine Versetzung von Moskau nach Sankt Petersburg. Nur dort konnte Jawlensky als mittelloser zaristischer Fähnrich beim Militär an Abenden die Russische Kunstakademie besuchen.
Auf der Akademie wurde er an Gipsen im Zeichnen ausgebildet. An dieser Anstalt lernte er 1890 den berühmten Vertreter des russischen Realismus, Ilja Repin (1844–1930) kennen. Von ihm erhielt er 1892 die Empfehlung, die Ölmalerei bei dessen ehemaliger Privatschülerin, der vermögenden Baronin Marianne von Werefkin (1860–1938), zu erlernen. Sie hatte damals in Russland als Malerin bereits beachtliche Erfolge erzielt, die ihr den Beinamen „Russischer Rembrandt“ eingebracht hatten. Sie vertraute ihrem Instinkt, dass Jawlensky bei entsprechender Förderung prädestiniert sei, ein bedeutendes künstlerisches Werk hervorzubringen. Aus der Zeit vor der Jahrhundertwende haben sich nur wenige seiner realistischen Bilder erhalten.

### In Deutschland 1896–1914
1896 zog Werefkin mit Jawlensky und ihrem elfjährigen Dienstmädchen, Helene Nesnakomoff (1885–1965), nach München und mietete im Stadtteil Schwabing in der Giselastraße 23 im dritten Stock eine komfortable Doppelwohnung. Während Werefkin zugunsten von Jawlensky für zehn Jahre ihre eigene Malerei völlig aufgab, um sich ganz der Ausbildung ihres Schützlings zu widmen, vertraute sie seine malerische Weiterbildung dem Slowenen Anton Ažbe (1862–1905) an. Jawlensky war begeistert von dessen Schule, in der er eng mit seinen russischen Freunden Igor Grabar (1871–1960) und Dmitry Kardowsky (1866–1943) zusammenarbeitete. Ažbe hatte einen vorzüglichen Sinn für Farben, das Aufflimmern des Lichtes und pflegte eine „virtuose Maltechnik“. Auch die Künstler der Münchner Schule – Lovis Corinth (1858–1925), Wilhelm Leibl (1844–1900), Wilhelm Trübner (1851–1917), Carl Schuch (1846–1903) sowie Leo Putz (1869–1940) – waren für die Entwicklung Jawlenskys wichtig.
Ein charakteristisches Ölbild seiner von Ažbe beeinflussten Stilphase ist das im Bild signierte und 1900 datierte Porträt Helene fünfzehnjährig (CR 13) des Dienstmädchens seiner Lebensgefährtin, Helene Nesnakomoff. Diese brachte zwei Jahre später, mit 16, den gemeinsamen Sohn Andreas zur Welt. Es handelt sich um ein Schwellenbild, nicht nur in maltechnischer Hinsicht. Auch stilistisch weist es mit seinen im „Lenbachbraun“ gehaltenen Farbtönen janusköpfig zurück auf seine vorausgegangenen realistischen Gemälde (CR 7, 8, 11), um gleichzeitig den Anfang zu weiterem „Arbeiten mit breiten Linien“ der kommenden Jahre zu markieren.
Eine erste Orientierung Jawlenskys in Richtung der Pariser Avantgarde markiert das Jahr 1902, als er begann, Stillleben und Landschaften im neoimpressionistischen Stil zu gestalten. 1903 reiste Jawlensky nach Paris. Sein Bild Das Waldhäuschen aus diesem Jahr bestätigt seine Auseinandersetzung mit der Kunst van Goghs, die ihn in den Jahren 1904 bis 1906 beschäftigte.
Das Gemälde Tanz im Freien (CR 25) ist ein bemerkenswertes Bild in Jawlenskys Weiterentwicklung in der Malerei des artifiziellen Spiels mit Licht und Schatten. Das Bild wurde aufwendig untersucht und bot eine Reihe von Überraschungen. Es entstand kurz vor September 1903, als Werefkin mit dem russischen Maler Alexander von Salzmann (1874–1934) – ohne Jawlensky – in die Normandie gereist war. Eine Röntgenaufnahme belegt, dass sich unter der heutigen Darstellung ein früheres Bildnis befindet. Dargestellt ist eine Dame im schwarzen Rock, die stilistisch vom Gemälde Helene im spanischen Kostüm (CR 21, 1901/1902) abgeleitet werden kann. Durch Berichte von Jawlensky und Werefkin lässt sich das Gemälde auf 1904 datieren, wodurch es zu einem weiteren Schlüsselbild und Vorläufer zu Werken wie Abend in Reichertshausen (CR 68) wird, wo sich das Künstlerpaar zur Sommerfrische während der Monate Juni bis September 1904 aufhielt. Im Vergleich mit früheren Gemälden zeigt sich, dass Jawlenskys Malerei erneut im Umbruch war. Langgezogene, kalligraphische Farbbahnen weisen zurück zu seiner bei Ažbe geschulten Handschrift, die in einem eigenartigen Kontrast zu dem flächenhaften Charakter des Hintergrundes aus Farbflocken und -häkchen steht. Letztere bezeugen, dass er sich damals mit der jungen französischen Kunst auseinandersetzte. Mittlerweile wurde seine Malerei auch farbiger.
1959 datierte Weiler Jawlenskys fast einjährige Frankreichreise, ohne nähere Erklärung, auf 1905. Seiner Meinung schlossen sich zum Beispiel auch die Autorinnen des Jawlensky-Werkverzeichnisses 1991 an. Weiterhin behauptete Weiler: „Damals lernte Jawlensky auch Matisse kennen und hatte manches Gespräch mit ihm über künstlerische Fragen.“ Dadurch wurde das Jahr 1905 für viele Autoren Anlass zu weiterführenden Mutmaßungen, z. B. habe er damals Matisse „persönlich kennengelernt“ und „sehr verehrt“.
Tatsächlich verbrachte Jawlensky jedoch das Jahr 1905 in Deutschland. In und um Füssen im Allgäu malte er eine Reihe bunter Bilder. Einige lassen eine eindeutige Identifizierung der Örtlichkeit zu, z. B. die Darstellung des Füssener Schlosses mit dem davor gelegenen Kloster St. Mang (CR 99). Diese Gemälde sind noch deutlich vom Neoimpressionismus und der Handschrift von Vincent van Gogh (1853–1890) geprägt. Zu dieser Stilphase zählen auch die sechs Gemälde, die er zur Ausstellung in der von Sergei Pawlowitsch Djagilew (1872–1929) organisierten russischen Abteilung der dritten Veranstaltung des Salon d’Automne nach Paris schickte, z. B. Mixed Pickles (CR 75).
Es war Jawlenskys „ganz großer Irrtum“, dass er in seinen Lebenserinnerungen seine viel zitierte Frankreichreise, die ihn mit Werefkin 1906 von Carantec in der Bretagne über Paris und Arles nach Sausset-les-Pins führte, „1905“ datierte. Hier in der Nähe von Marseille am Mittelmeer, wo ihr Malerfreund Pierre-Paul Girieud (1876–1948) wohnte, nahm Werefkin ihre malerische Tätigkeit wieder auf. Alexej von Jawlensky nutzte die Reise in den Süden, um dem gerade verstorbenen Paul Cézanne (1839–1906) die Reverenz zu erweisen. Mit dessen Malerei beschäftigte sich der Wahl-Münchner ein ganzes Jahr. Zur vierten Veranstaltung des Salon d’Automne in Paris gab Jawlensky 1906 einige Bretagne-Etuden. Sie wurden in der von Sergei Diagilew kuratierten russischen Abteilung ausgestellt und sind heute nicht mehr bestimmbar.

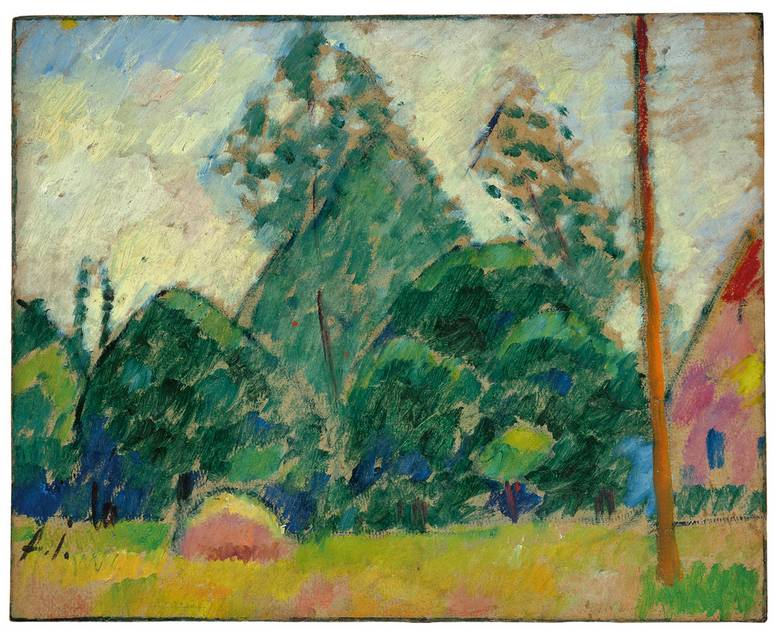
Alexej von Jawlensky: Runde Bäume – Wasserburg, 1906

Weihnachten 1906 verbrachten Jawlensky und Werefkin in Sausset-les-Pins, um im Januar 1907 über Genf, wo sie Ferdinand Hodler (1853–1918) einen Besuch abstatteten, zurück nach München zu reisen. In der zweiten Hälfte des Februars 1907 traf Jawlensky im Münchner Kunstverein auf den Berliner Neoimpressionisten Curt Herrmann (1854–1929) und den Malermönch und Nabi-Künstler Jan Verkade (1868–1946), der unter seinem Pseudonym „Langejan“ auch theoretische Schriften verfasste. Bis 1908 malte Verkade häufig in Jawlenskys Atelier. Im August ist Jawlenskys und Werefkins Aufenthalt bei der Schützengesellschaft am „Egerbuck“ im Markt Kaisheim im Landkreis Donau-Ries nachweisbar. Einen Monat später hielten sie sich, durch mehrere datierte Skizzen der Werefkin belegt, in Wasserburg am Inn auf. Im Oktober dokumentieren ebenfalls datierte Skizzen der Werefkin den Besuch des Malerpaares im Markt Murnau am Staffelsee. Anfang Dezember 1907 kam Verkades langjähriger Freund Paul Sérusier (1864–1927) nach München. Für ihn hatte der Maler Hugo Troendle (1882–1955) nicht weit entfernt von Jawlenskys Wohnung ein Atelier gemietet. Sérusier brachte dort den drei Kollegen die Malweise von Paul Cézanne nahe, was besonders gut an Jawlenskys Stillleben (CR 177) ablesbar ist.
Noch im Frühjahr 1908 blieb Jawlensky mit seiner Malerei den „Vätern der Moderne“ weiterhin treu, entdeckte jedoch zunehmend die Kunst und Kunsttheorie von Paul Gauguin (1848–1903). Mit finanzieller Unterstützung Werefkins erwarb er in der Kunsthandlung von Franz Josef Brakl (1854–1935) van Goghs Gemälde Die Straße in Auvers/La maison du père Pilon. Es bedurfte einer fremden, Jawlensky besonders beeindruckenden Autorität, ehe er sich dazu entschließen konnte, seine am Pointillismus angelehnte Malerei endgültig aufzugeben. Ostern 1908 machte Jan Verkade den Maler mit Władysław Ślewiński (1854–1918) bekannt, dem polnischen Freund von Paul Gauguin (1848–1903). Slewinski, der eine ausgesprochene Aversion gegen „Farbkleckser“ – Neoimpressionisten – hatte, brachte Jawlensky von seiner Malerei in Pünktchen und Häkchen ab und bewog ihn, zur Gauguinschen Flächenmalerei zu konvertieren (Vgl. CR 184 mit 222). Nur dadurch, dass Jawlensky diesen Schritt vollzog, konnte er für einige Zeit zum wegweisenden Lehrer für Wassily Kandinsky (1866–1944), Gabriele Münter (1877–1962) und andere Münchner Kollegen avancieren.

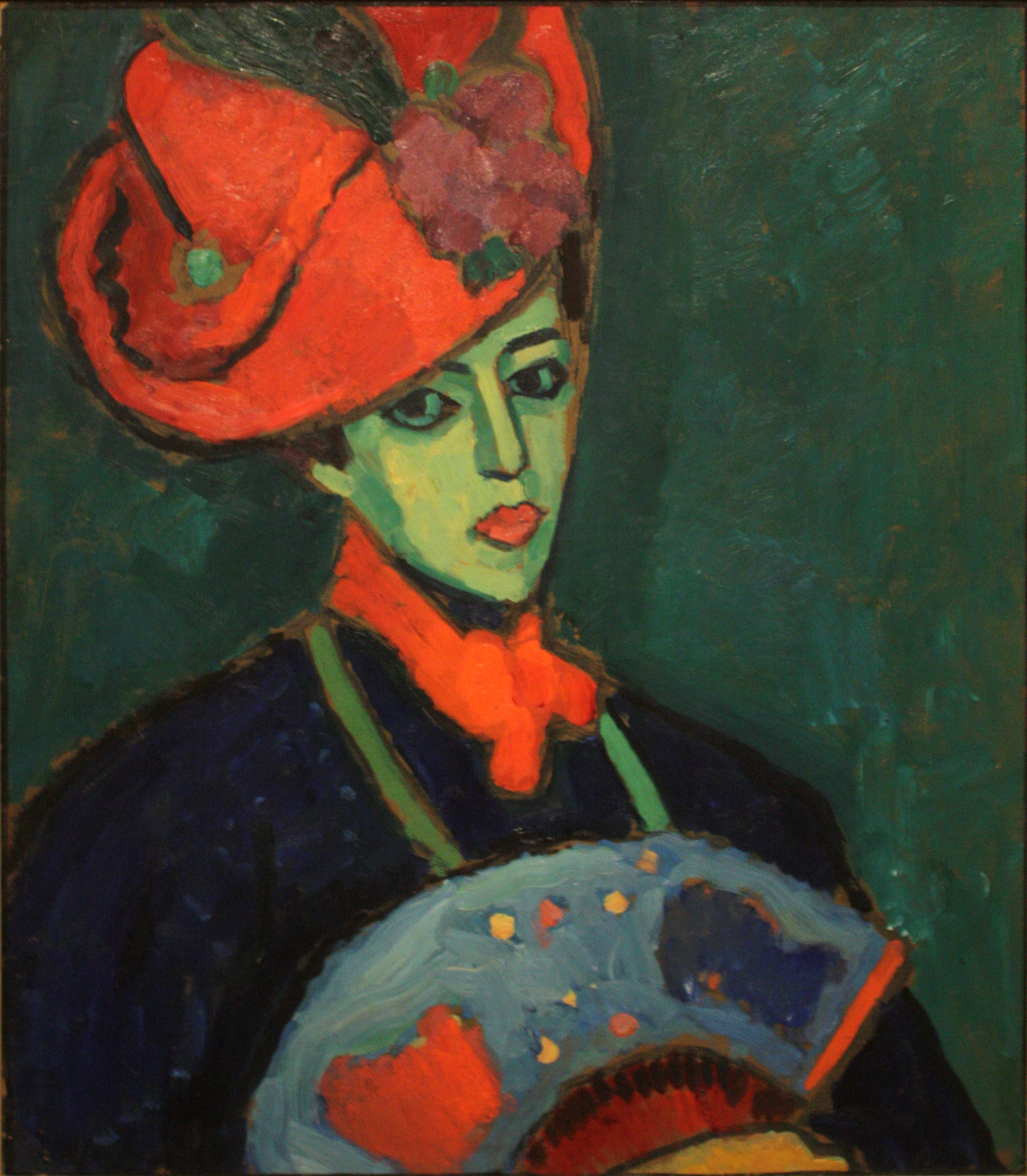
Alexej von Jawlensky: Schokko mit rotem Hut, 1909

Im Sommer 1908 kam es zu der legendären Zusammenarbeit zwischen Werefkin/Jawlensky und Münter/Kandinsky. Möglicherweise hatte sich danach das Verhältnis zwischen den beiden Malerpaaren kurzfristig getrübt. Denn Weihnachten 1908 hatten Werefkin, Jawlensky, Adolf Erbslöh (1881–1947) und Oscar Wittenstein (1880–1918) alleine die Idee, die Neue Künstlervereinigung München (N.K.V.M.) zu gründen. Münter und Kandinsky waren jedenfalls an dem Projekt zunächst nicht beteiligt. Darüber ärgerte sich Kandinsky noch Jahre später. Die Missstimmung erklärt zu einem gewissen Grad dessen zögerliches Verhalten, als man ihm im Januar 1909 anbot, den Vorsitz der N.K.V.M. zu übernehmen.
Im Januar 1909 wurde das Manuskript zur Vereinsgründung der N.K.V.M. verfasst und Kandinsky zum ersten Vorsitzenden gewählt. Ab Mai bis im September arbeiteten die beiden Künstlerpaare wieder zusammen in Murnau. Der Tänzer Alexander Sacharoff (1886–1963) bereitete damals mit Werefkin und Jawlensky seinen großen Auftritt im Odeon in München vor.
Am 1. Dezember fand die Eröffnung der ersten Ausstellung mit 16 Künstlern statt, die in der Presse viel Kritik erntete. Kurz darauf hatte sich das Verhältnis Jawlenskys zu Werefkin wieder einmal sehr getrübt, worauf sie nach Kaunas in das russische Litauen reiste. Dort verbrachte sie den Winter 1909 und das Frühjahr 1910 bei ihrem Bruder Peter von Werefkin (1861–1946), der von 1904 bis 1912 dort Gouverneur war.
Zur Osterzeit 1910 war Werefkin wieder in München. Im Mai fuhr Erbslöh, ein Intimus der Werefkin und Sekretär der N.K.V.M., nach Frankreich, um in Paris zusammen mit Pierre Girieud (1876–1948) französische Künstler zur Teilnahme an der zweiten Schau der N.K.V.M. zu gewinnen. Am 1. September war die Eröffnung. Insgesamt beteiligten sich dieses Mal 29 Künstler, wobei der Anteil der „Wilden“ aus Russland und Frankreich relativ hoch war. Auch diese Ausstellung wurde von Presse und Publikum verhöhnt. Franz Marc (1880–1916) besuchte die Ausstellung inkognito und verfasste ob der Schimpftiraden eine Rezension, die Ende September in die Hände von Erbslöh gelangte. Kurz darauf hatte Marc seinen ersten Kontakt mit den Künstlern der N.K.V.M. Mit Werefkin und insbesondere Jawlensky kam es „sehr schnell zu einer persönlichen und künstlerischen Verständigung“. Auch August Macke (1887–1914) und seine Frau Elisabeth (1888–1978) besuchten in jenen Tagen erstmals Jawlensky und Werefkin. Kurz vor Weihnachten kehrte Kandinsky aus Russland zurück. Am 31. Dezember traf Franz Marc zusammen mit dem Maler Helmuth Macke (1891–1936), dem Vetter von August Macke, im Salon der Werefkin zum ersten Mal auf Kandinsky.
Ein besonderer Höhepunkt war für Kandinsky und Marc ein Konzert von Arnold Schönberg (1874–1951) am 2. Januar 1911, das sie zusammen mit Werefkin, Jawlensky, Münter und Helmuth Macke besuchten. Dieser löste eine richtungweisende Diskussion über den „Schmutz“ in der Malerei aus, ein künstlerisches Problem, das Werefkin bereits 1907 gelöst und in ihren Gemälden umgesetzt hatte.
Als es bei den konservativen Kräften der N.K.V.M. wegen der zusehends abstrakter werdenden Malerei Kandinskys immer häufiger zu Unstimmigkeiten gekommen war, legte dieser am 10. Januar den Vorsitz dieser Vereinigung nieder. Nachfolger wurde Erbslöh. Ab Anfang Mai wohnte Girieud bei Werefkin und Jawlensky, als er zusammen mit Marc in einer Ausstellung der Modernen Galerie Heinrich Thannhauser seine Gemälde zeigte.
Im Juni befanden sich Jawlensky und Werefkin mit Helene und Andreas zur Sommerfrische in Prerow an der Ostsee. Damals erlebte Jawlensky einen wichtigen Höhepunkt in seinem expressionistischen Schaffen: „Ich malte dort […] in sehr starken, glühenden Farben, absolut nicht naturalistisch und stofflich […] Dies war eine Wendung in meiner Kunst.“ 1911 gab es in Barmen seine erste Einzelausstellung. Besonders aufschlussreiche Bilder aus dieser Schaffensperiode sind Der Buckel I (CR 381), An der Ostsee (CR 416) oder Kirche in Prerow (CR 422).
Am Ende des Jahres fuhren sie nach Paris, wo sie Henri Matisse (1869–1954) persönlich kennenlernten.
Als am 2. Dezember die Jury zur dritten Ausstellung der N.K.V.M. Kandinkys Gemälde Komposition V/Das Jüngste Gericht ablehnte, verließ dieser zusammen mit Münter und Marc den Verein, um im Winter 1911/1912 die erste Ausstellung der Redaktion „Der Blaue Reiter“ zu präsentieren, die sie von langer Hand vorbereitet hatten. Münter war von Anfang an in die Intrige eingeweiht, wie aus einem Brief Kandinskys vom 6. August 1911 hervorgeht. Damals berichtete er an Münter über den Stand der Vorarbeiten nämlich: „Ich male und male jetzt. Lauter Skizzen zum Jüngsten Gericht. Bin aber mit allem unzufrieden. Ich muß aber finden, wie ich es anpacken soll! Nur Geduld.“ Macke war Mitwisser. Erst mehr als zwanzig Jahre später verriet Kandinsky erstmals sein und Marcs unfaires Spiel: „Da wir beide den Krach schon früher witterten, hatten wir eine andre Ausstellung vorbereitet.“ Noch deutlicher wurde er am 22. November 1938 in einem zweiseitigen Schreiben an Galka Scheyer.

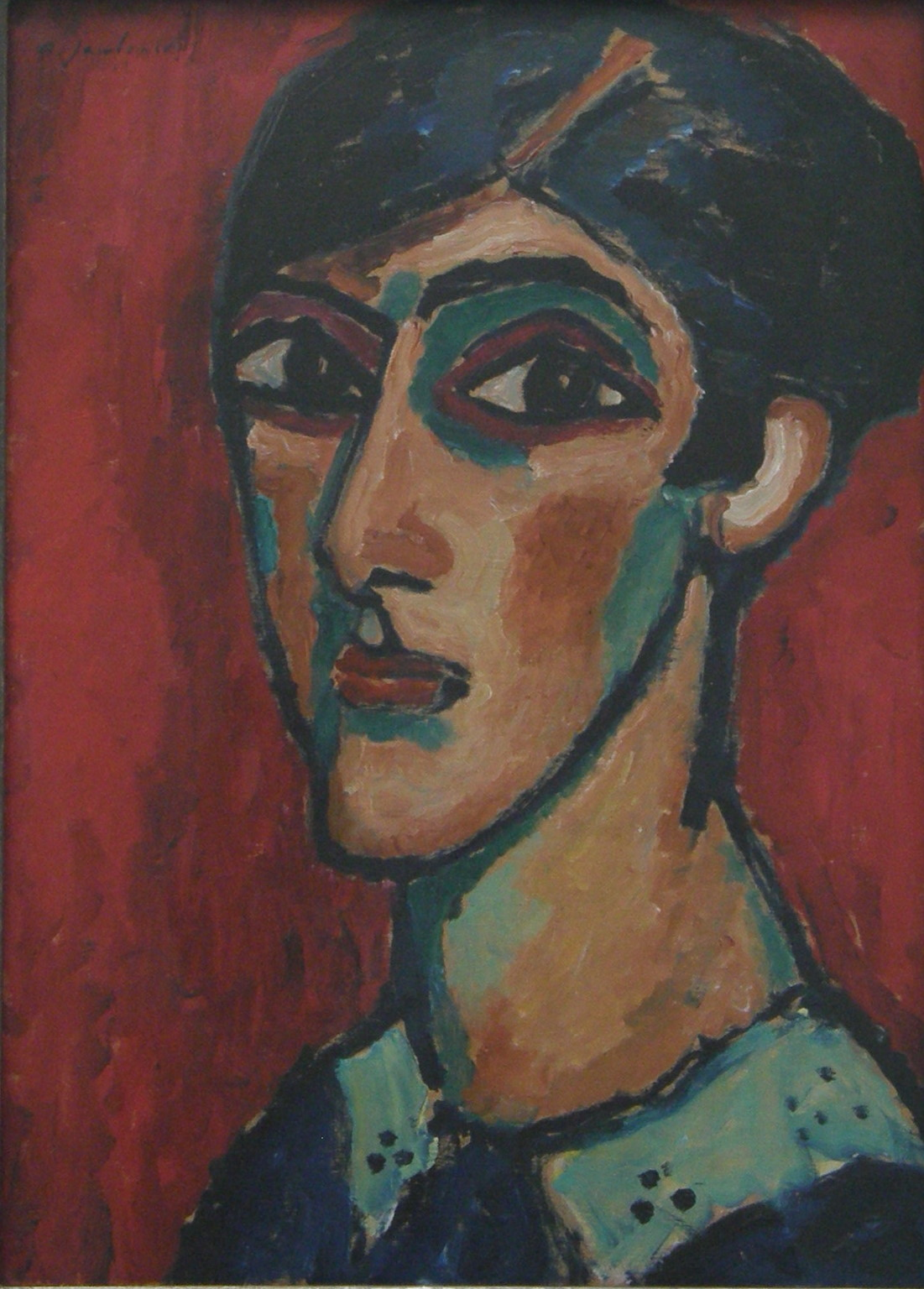
Alexej von Jawlensky: Länglicher Kopf in Braunrot, 1913

Die Sommerfrische 1912 verbrachten Jawlensky und Werefkin zusammen mit Kardowsky und seiner Ehefrau, Olga Della Vos (1875–1952), einer erfolgreichen Malerin, im Markt Oberstdorf. Dieses Jahr stellt den Zenit von Jawlenskys expressionistischem Schaffen dar. Markante Bilder sind namentlich seine Porträts, z. B. Turandot II (CR 468) oder sein Selbstbildnis (CR 477), und auch seine Landschaften Gebirge bei Oberstdorf (CR 545) oder Blaue Berge (CR 556). Von Oberstdorf nach München zurückgekehrt, fanden Werefkin und Jawlensky das nobel ausgestattete Buch „Das Neue Bild“ von Otto Fischer vor, das als Veröffentlichung der N.K.V.M. zur Winterausstellung dienen sollte. Über dessen Text und die Erläuterungen zu den einzelnen Künstlern waren Werefkin und Jawlensky empört, worauf sie die N.K.V.M. verließen. Auf acht Teilnehmer zusammengeschrumpft, eröffnete die N.K.V.M. ihre dritte Ausstellung gleichzeitig mit der ersten des „Blauen Reiters“ am 18. Dezember. Die N.K.V.M. wurde offiziell erst 1920 von Erbslöh aus dem Münchner Vereinsregister ausgetragen. Im Herbst 1912 lernte Jawlensky auch Emil Nolde auf der Ausstellung in München kennen, worauf eine Freundschaft zwischen den beiden Malern entstand.
1913 beteiligten sich Werefkin und Jawlensky an der Ausstellung der Redaktion „Der Blaue Reiter“ in der Berliner Galerie „Der Sturm“ von Herwarth Walden (1878–1941) sowie an seiner Kunstausstellung Erster Deutscher Herbstsalon. Wie schon mehrmals stand es in der Beziehung zwischen Werefkin und Jawlensky nicht zum Besten. So fuhr sie wieder in ihre litauische Heimat zu ihrem Bruder Peter, der 1912 Gouverneur von Vilnius geworden war. Jawlenskys Malerei verlor ihre bisherige feurige Farbigkeit, z. B. Frau mit Stirnlocke (CR 584) oder Bildnis Sacharoff (CR 601).
Im Januar 1914 versuchte Jawlensky Geldquellen zu erschließen, um die Trennung von seiner Mäzenin überstehen zu können. Deshalb überrascht es, Jawlensky schon am 12. Februar 1914 im Journal de Bordighera als Gast des noblen Seebades der italienischen Riviera verzeichnet zu finden. Dort entstanden ausnahmslos heitere und leuchtende Bilder, die sich wesentlich von den schwermütig–dunklen Bildern des Vorjahres unterscheiden. Verschiedene dieser Gemälde zeigen Details, die vor Ort heute noch auffindbar sind, z. B. Haus in Bordighera (CR 623) oder Fest der Natur – Bordighera (CR 624). Als Jawlensky von Bordighera nach München zurückgekommen war, fand er die Wohnung in der Giselastraße von Werefkin immer noch verwaist vor. Deshalb fuhr er nach Russland, um Werefkin zur Rückkehr nach München zu bewegen, was ihm schließlich auch gelang. Ende Juni war er wieder in München, Werefkin am 26. Juli, sechs Tage vor Ausbruch des Ersten Weltkriegs.

### In der Schweiz 1914–1921
Als Deutschland seine Ausländer außer Landes wies, emigrierten Jawlensky und Werefkin mit dem Dienstmädchen Helene Nesnakomoff und dem Sohn Andreas, den Jawlensky mit Helene gezeugt hatte, in die Schweiz. Zunächst wohnten sie unter bescheidenen Verhältnissen in Saint-Prex am Genfersee. Ab diesem Zeitpunkt musste Jawlensky von dem luxuriösen Leben Abschied nehmen, das ihm Werefkin bisher geboten hatte. In seinem kleinen Zimmer, am Fenster sitzend, versuchte er der Landschaft des Genfersees malerisch etwas Besonderes abzugewinnen. Die einzelnen Bildelemente, der See, Bäume und Büsche, sind zunächst noch deutlich wiedererkennbar, z. B. Der Weg, Mutter aller Variationen (CR 644). Mit der Zeit entwickelten sich die der Natur entnommenen Details zu Metaphern aus den nicht sichtbaren Welten des Gefühls, der Seele und des Geistigen. Die ersten Arbeiten, die entstanden, empfand Jawlensky als „Lieder ohne Worte“. Offiziell nannte er sie Variationen über ein landschaftliches Thema. Mit ihnen war er als Maler, ohne dass er es anfangs durchschaute, über sich selbst hinausgewachsen. Diese in Serie gemalten Bilder waren der Anfang eines unvergleichlichen Werkes, in denen der frühere Expressionist mit zunehmendem Alter den Farben und Formen neue Werte abrang. Am Ende der langen Kette von Variationen steht das Bild Geheimnis (CR 1166). Das Malen von Köpfen in den Jahren 1915–1918 ist mit diesen Variationen verwandt.
1916 trat eine neue Frau in Jawlenskys Leben, die fünfundzwanzig Jahre jüngere Galka Scheyer (1889–1945). Sie sollte künftig Werefkins Rolle als Förderin seiner Kunst übernehmen, allerdings mit dem Unterschied, dass er vertraglich geregelt, künftig 45 % seiner Einnahmen aus Bilderverkäufen an sie abgeben musste.

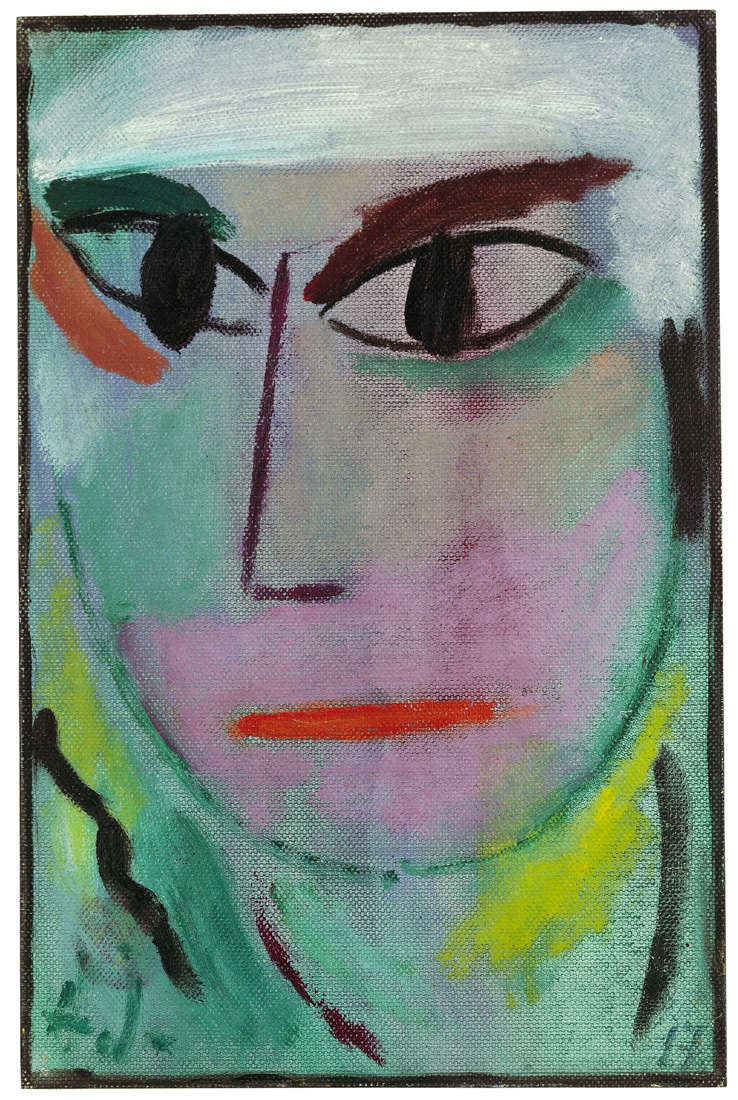
Alexej von Jawlensky: Mystischer Kopf. Sphinx, 1917

Ende September 1917 zogen Jawlensky und Werefkin mit Helene und Andreas nach Wollishofen bei Zürich, wo er seine Serie der Mystischen Köpfe zu malen begann. Als Inspiration diente ihm nunmehr das menschliche Gesicht. In der Regel handelt es sich um Frauenköpfe. Mitunter zeichnen sie sich durch eine starke Farbigkeit aus, z. B. das Bildnis Galka (CR 880). Ebenfalls 1917 begann Jawlensky Gesichter zu malen, die sich von allen anderen unterscheiden. Er nannte sie „Christusköpfe“. Sie sind leicht an den spitzen Haarsträhnen zu erkennen, die sich auf der Stirn manchmal mehrfach überkreuzen und die Dornenkrone Christi symbolisieren, z. B. Christus (CR 1118) oder Ruhendes Licht (CR 1149). Der CR listet 64 Exemplare auf. Sie sind in allen Werkgruppen bis 1936 vertreten, z. B. Meditation, März 1936, N. 16 (CR 1848).
Im Frühjahr 1918 siedelte das Paar in den Kanton Tessin nach Ascona am Lago Maggiore um. Aus den Mystischen Köpfen entwickelte Jawlensky dort allmählich eine neue Serie von Kopfbildern, die Konstruktiven Köpfe oder Heilandsgesichter. Diese sind nun schulterlos, der Hals wird noch angedeutet, wodurch reale Bezüge zur dinglichen Welt weitgehend reduziert wurden. Die Gesichter werden noch nicht streng frontal dargestellt, sie können nach links oder rechts geneigt sein. Je nach kompositorischer Vorstellung gestaltete er sie mit geöffneten (CR 1072) oder geschlossenen Augen (CR 1146). Auf diesen Topos kam er verschiedentlich bis 1928 (CR 1456) zurück. 1920 schickte Jawlensky aus Ascona zur Biennale nach Venedig „3 Heilandsgesichter und 2 neue“. Er hatte damals gerade die Serie seiner Abstrakten Köpfe gestartet, einer Weiterentwicklung der Heilandsgesichter. Nur scheinbar minimale Veränderungen nahm er an ihnen vor, um eine große Wirkung zu erzielen. Unter Verzicht auf die Andeutung des Halses entfernte er sich weiter von einem konkret möglichen menschlichen Vorbild: Alle Abstrakten Köpfe weisen eine heraldische U-Form auf, stets sind sie frontal gesehen, stets haben sie geschlossene Augen (z. B. CR 1293 oder 1355). Die Einzelformen sind geometrischer als früher. Zu den Bildelementen kontrastieren in auffälliger Weise volle Kreisformen, kleinere und größere Kreissegmente.
Zwischen Mai und Juli 1920 lösten Werefkin und Jawlensky ihren gemeinsamen Haushalt in München auf. Jawlensky hatte zur gleichen Zeit eine Einzelausstellung in der Galerie von Hans Goltz (1873–1927). In dem Organ seiner Galerie Der Ararat informierte er u. a. über eine maltechnische Neuheit, die heute noch für die Beurteilung der Echtheit seiner Kunstwerke entscheidend ist: „Alle Arbeiten […] sind auf französisches Ölpapier mit Ölfarben gemalt.“ Gemeint ist „leinenstrukturiertes Papier“ als Bildträger, das Jawlensky frühestens 1914 im Exil in der Schweiz kennenlernte und ab diesem Zeitpunkt häufig benutzte.

### In Deutschland 1921–1941

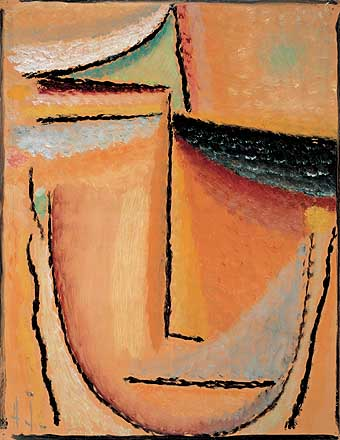
Alexej von Jawlensky: Abstrakter Kopf, um 1928

Galka Scheyer hatte 1921 Jawlenskys Teilnahme an einer Ausstellung im Nassauischen Kunstverein in Wiesbaden organisiert. Für ihn wurde sie nicht nur zu einem finanziellen Erfolg: „Ich begegnete dort sehr netten Menschen und das bestimmte mich, meinen Wohnsitz in Wiesbaden zu nehmen“, berichtet er in seinen Lebenserinnerungen. 1922 trennte sich Jawlensky von Werefkin und heiratete im Juli in Wiesbaden deren Dienstmädchen Helene.
Im Gegensatz zu den meisten seiner Kollegen hatte sich Jawlensky früher nie um die Herstellung von Graphik gekümmert. Der neuerlichen Not gehorchend, befasste er sich an seinem neuen Wohnort dann doch mit der Lithografie und der Radierung. Seit 1969 bis in die 1980er Jahre kannte man nur eine Kaltnadelradierung von Jawlensky, die er „Meine einzige Radierung“ nannte. Beim Nassauischen Kunstverein gab er ein Mappenwerk mit sechs Lithografien unter dem Titel Köpfe in Schwarz-Weiß heraus. Um dieselbe Zeit schuf er Radierungen, von denen man lange Zeit nur vier kannte, bis 1987 die Druckplatten von vier weiteren seiner Radierungen in Wiesbaden auftauchten. 1924 kam Scheyer mit Jawlensky, Kandinsky, Paul Klee (1879–1940) und Lyonel Feininger (1871–1956) überein, einen Verbund zu bilden, um deren Werke in den USA unter dem Begriff „Die Blaue Vier“ bekannt zu machen und zu verkaufen. Die erste Ausstellung dieser Vereinigung fand 1924 in San Francisco statt. In den folgenden Jahren waren Jawlenskys Verkaufserfolge jedoch wechselhaft.
Was dauerhafte Freundschaften in Wiesbaden betraf, so fand er sie erst 1927 mit zwei Frauen, Lisa Kümmel und Hanna Bekker vom Rath. Beide zählen neben Hedwig Brugmann und Mela Escherich zu den sogenannten „Nothelferinnen“ des Künstlers. Sie kümmerten sich in jeder Hinsicht um ihn. Die Kunstgewerblerin Kümmel hatte er im Frühjahr kennengelernt. Mit ihr und weiteren 25 Mitgliedern gehörte er der Freien Künstlerschaft Wiesbaden an. Kümmel erledigte bis zu seinem Tod alle seine geschäftlichen und persönlichen Arbeiten, betreute seine Bilder, legte sein erstes Werkverzeichnis an und schrieb nach seinem Diktat seine Lebenserinnerungen auf.
Als sich im Juni 1927 seine rheumatoide Arthritis bemerkbar machte, begab sich Jawlensky zu einem ersten Kuraufenthalt nach Bad Wörishofen. Den Beweis, dass sich Jawlensky 1927 tatsächlich in Bad Wörishofen aufgehalten hat, liefert seine Tuschpinselzeichnung vom alten Kurhaus in Bad Wörishofen. Deutlich ist dessen Fassade mit ihren markanten Ecktürmen zu erkennen. Jawlensky datierte die Ansicht handschriftlich mit „1927“ und versah das Bild mit einer Widmung. Dass sich Jawlensky im September 1927 zur Nachkur nach Bad Schwalbach begab, belegt das im Werkverzeichnis fälschlicherweise mit „Bad Wörishofen, c. 1927“ bezeichnete Gemälde mit der Teilansicht vom nordwestlichen Turm der St.-Elisabeth-Kirche in Bad Schwalbach. Der Malerin, Bildhauerin und Kunsthändlerin Bekker vom Rath begegnete er am Ende des Jahres. Sie gründete 1929 die Vereinigung der Freunde der Kunst Alexej von Jawlenskys in der Hoffnung, ihm den zum Leben nötigen finanziellen Rückhalt verschaffen zu können.

Meditation (1934), von John Cage erworben

Meditation (1934)

Als die Lähmungserscheinungen 1930 zunahmen, begab er sich für drei Monate mit finanzieller Unterstützung der Malerin Ida Kerkovius (1879–1970) in eine Klinik nach Stuttgart. Bald danach reiste er in den slowakischen Kurort Piešťany. Jawlenskys Schmerzen waren nur vorübergehend zu lindern. Oft war er monatelang bettlägerig und bedurfte permanent ärztlicher Versorgung. 1930 beantragte er die preußische Staatsbürgerschaft, seinem Antrag wurde 1934 stattgegeben – wahrscheinlich erhielt er nun aber bereits die mit der Verordnung über die deutsche Staatsangehörigkeit vom 5. Februar 1934 eingeführte einheitliche deutsche Staatsbürgerschaft. Dem stand anscheinend nicht entgegen, dass nach der Machtergreifung der NSDAP 1933 auch Jawlenskys Malerei mit Ausstellungsverbot belegt wurde.
Ab 1934 ließ die Kraft seiner Malerhand nach. Bedingt durch die fortschreitende Bewegungseinschränkung schuf er neuartige Werke. Dabei handelt es sich um Köpfe, die als Bindeglied zwischen den Abstrakten Köpfen und den eigentlichen Meditationen fungieren. Ihre Merkmale sind eine Neigung nach links oder rechts. Zunächst weisen sie noch eine Kinnrundung auf, wie z. B. Erinnerung an meine kranken Hände (CR 1473). Spätestens ab Juli war Jawlensky gezwungen, beim Malen die linke Hand zur Hilfe nehmen. Damals erhielt Lisa Kümmel bei ihren praktischen Arbeiten, die sie für Jawlensky erledigte, Unterstützung durch den Wiesbadener Maler Alo Altripp (1906–1991). Ohne ihn wäre die Bilderserie, die er ab 1937 Meditationen nannte, nicht so umfangreich ausgefallen und um einige Versionen ärmer. Er war es auch, der Jawlensky erstmals den „Ikonenmaler des 20. Jahrhunderts“ nannte.
Jawlensky schrieb im Februar 1935 an Scheyer, dass er bereits „mehr wie 400 Stück“ der neuen Köpfe gemalt habe, die sich nochmals veränderten, weil er auf Grund zunehmender Verkrüppelung seiner Hand nur noch selten Rundungen malen konnte. Das Kinn der Köpfe wird in dieser Phase vom unteren Bildrand angeschnitten, z. B. Rückblick (CR 1605). In den nächsten Monaten verschlimmerte sich seine Krankheit, so dass er im Wesentlichen nur noch mit horizontalen, vertikalen und schrägen Pinselzügen arbeiten konnte. Die Bilderserie Meditationen gestaltete er von nun an stets en face, z. B. Verhaltene Glut (CR 2092). Wann immer die Schmerzen nachließen und die Hand wieder beweglicher war, malte er auch Stillleben.
Altripp regte Jawlensky 1936 dazu an, fünf Bilder der Serie auf mit Blattgold belegtem Zeichenpapier zu malen, z. B. Meditation auf Goldgrund (CR 2034). Zu diesem Zeitpunkt war Alexej von Jawlensky noch ordentliches Mitglied im Deutschen Künstlerbund (DKB), an dessen Jahresausstellungen er ab 1930 teilgenommen hatte. Seine Werke auf der letzten DKB-Ausstellung 1936 im Hamburger Kunstverein lassen sich nicht mehr eindeutig identifizieren; möglicherweise war eines davon das Bild Gebirge (1912), das sich laut Werkverzeichnis von Clemens Weiler heute in Privatbesitz befindet.
Seit 1937 war er auf einen Rollstuhl angewiesen und konnte nur noch mit Kümmels Hilfe direkten Kontakt zur Außenwelt halten. 72 seiner Werke wurden in deutschen Museen beschlagnahmt, drei davon wurden auf der Ausstellung „Entartete Kunst“ in München gezeigt. Im Dezember malte er seine letzten Bilder, die farblich immer dunkler und fast monochrom geworden waren, dennoch wirken sie transluzid, z. B. Das große Leiden (CR 2157).
Ab 1938 war Jawlensky durch vollständige Lähmung für den Rest seines Lebens bettlägerig. Er starb am 15. März 1941 im Alter von 76 Jahren. Sein Sarg wurde vor der Ikonostase des russischen Malers Carl Timoleon von Neff in der Russisch-Orthodoxen Kirche Wiesbaden aufgebahrt, den Jawlensky als Erneuerer der traditionellen russischen Ikonenmalerei aus Werefkins Zeiten bestens kannte. Die Totenrede hielt sein langjähriger Freund Adolf Erbslöh. Ganz in der Nähe der Kirche wurde er auf dem Russisch-Orthodoxen Friedhof beerdigt.
Sein Nachlass wird heute im Jawlensky-Archiv in Locarno (Schweiz) verwaltet, das auch das Werkverzeichnis weiterführt.

„Ein Kunstwerk ist eine Welt, nicht Nachahmung der Natur.“

## Werk
1904/1905 tauchen in Jawlenskys Œuvre erste Japonismen auf. Unter dem stilistischen Einfluss von van Gogh entstanden damals zwei Stillleben mit einem Japanpüppchen als „motivische Japonismen“. Das eine wurde Bagatelles:Bd. 1, 1991, Nr. 78 – Nebensächlichkeiten – genannt. Das andere, lediglich als Stillleben:Bd. 1, 1991, Nr. 79 bezeichnet, zeigt das gleiche Japanpüppchen. Die ersten Besitzer dieser anmutigen Bilder waren Jawlenskys Freunde. Bagatelles mit blauem Hintergrund erwarb Otto Fischer 1911. Das andere Stillleben mit Japanpüppchen vor rotem Hintergrund sicherte sich Alexander Sacharoff. Noch ist es nur das Motiv, das japanischen Einfluss verrät, und keine stilistische Anverwandlung.
Ab dieser Zeit lässt sich vermehrt eine Eigentümlichkeit beobachten, die eines von Jawlenskys Markenzeichen werden sollte. Es ist die Angewohnheit, seine Gemälde mit einer dunkelblauen oder schwarzblauen Linie zu umrahmen. Deren Ursprung sieht man als Übernahme aus der japanischen Holzschnittkunst, die Jawlensky damals schon kannte und möglicherweise auch schon sammelte. Denkbar ist aber auch, dass er diese Art der Bildeinfassung durch die Nabis kennenlernte.

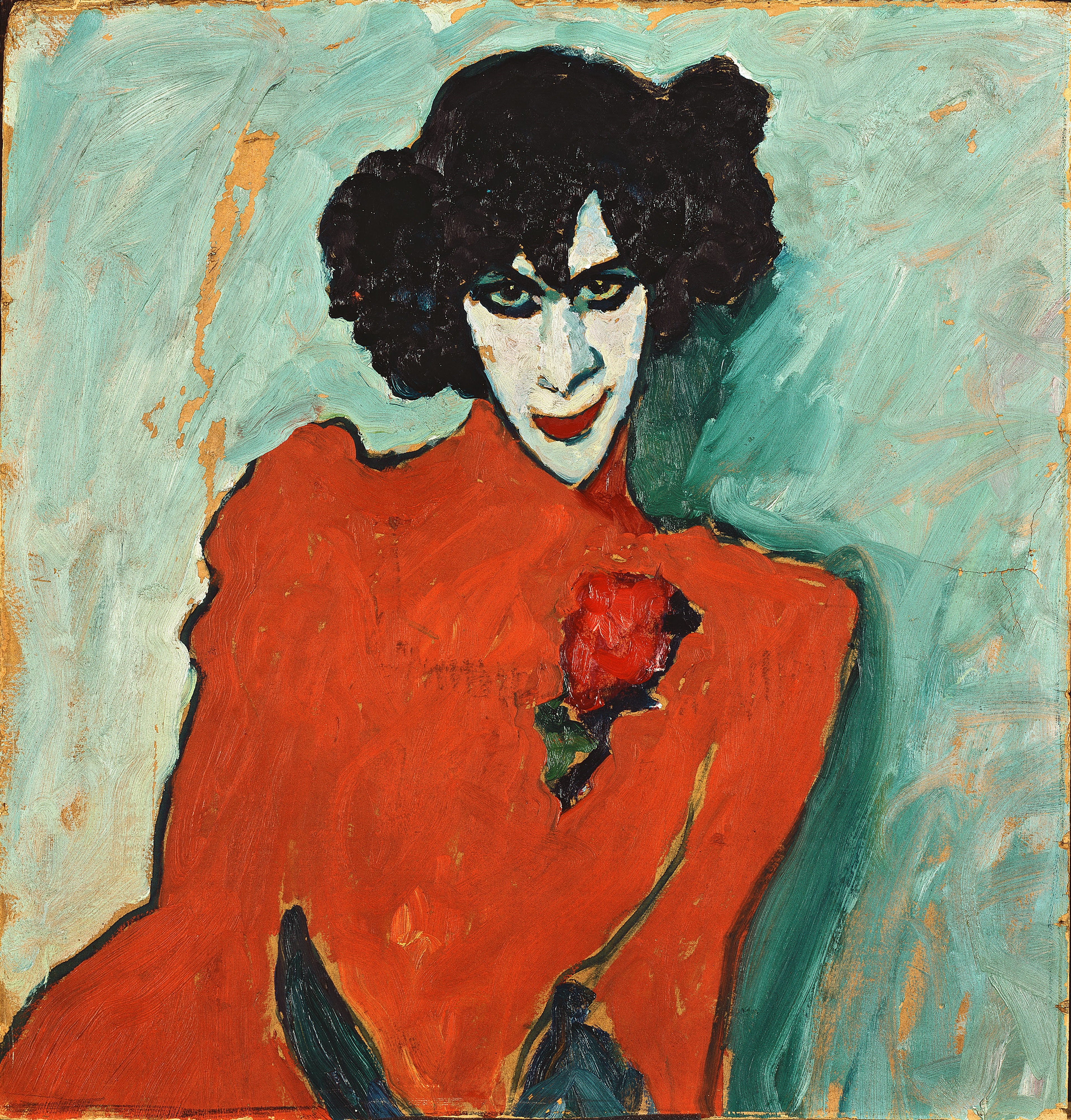
Alexej von Jawlensky: Alexander Sacharoff, 1909

Die bekanntesten japanisch beeinflussten Gemälde von Jawlensky sind seine Porträts von dem Tänzer Sacharoff. Plakatartig wirken die Bildnisse im Münchener Lenbachhaus und in der Stuttgarter Staatsgalerie mit dem Titel Die weiße Feder.:Bd. 1, 1991, Nr. 249 Eine Sonderstellung nimmt seine Dame mit Fächer:Bd. 1, 1991, Nr. 242 im Museum Wiesbaden ein, die ebenfalls den Tänzer Sacharoff darstellt, den man gerne in Frauenkleidern malte.

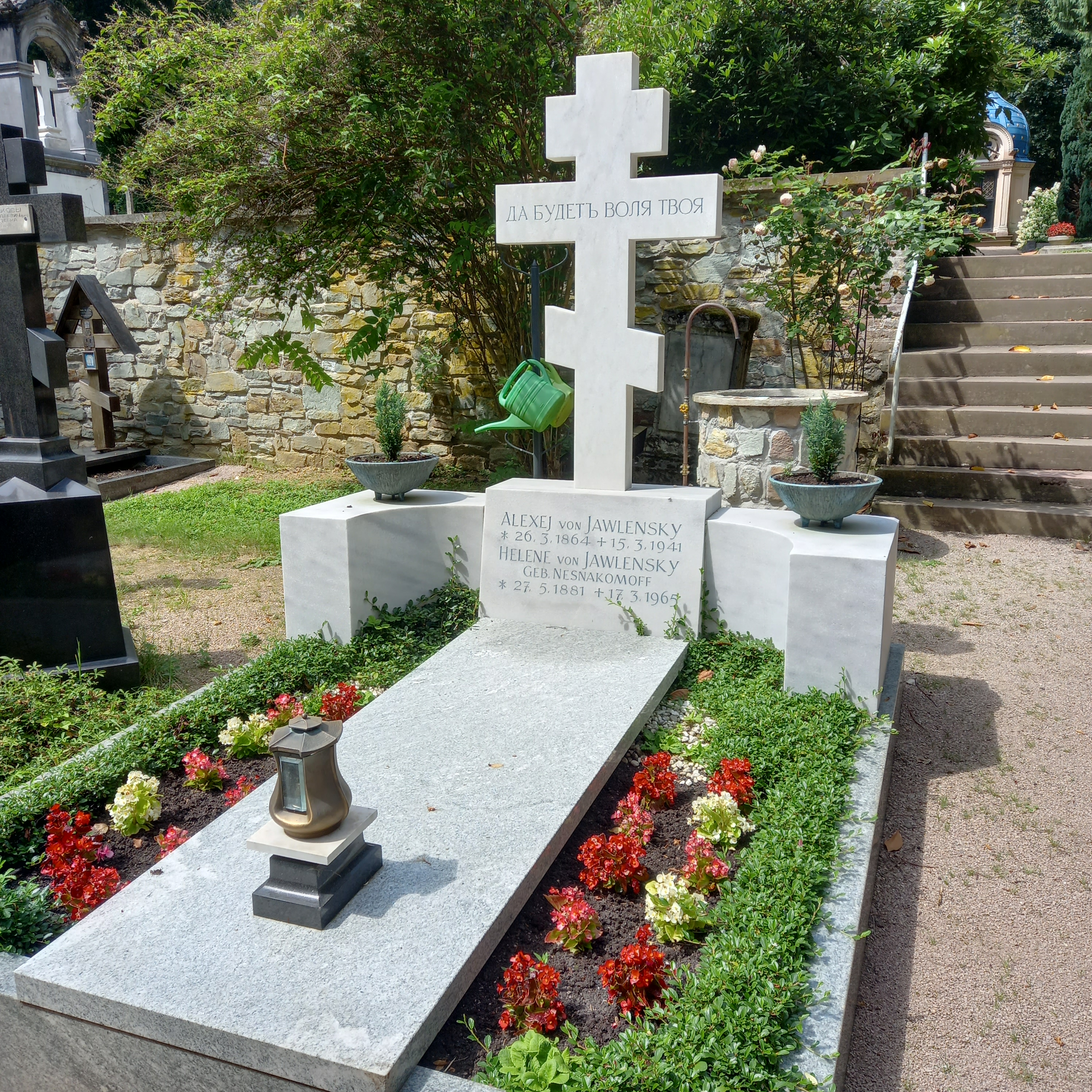
Das Grab von Alexej von Jawlensky und seiner Ehefrau Helene geborene Nesnakomoff auf dem russisch-orthodoxen Friedhof in Wiesbaden

Die Dame mit Fächer bannte die Betrachter schon immer und gilt vielen als Inbegriff für weiblichen Charme und Grazie. Eine Reihe von Anleihen in dem Gemälde machen Jawlenskys Japan-Rezeption deutlich. Ohne van Goghs Gemälde Oiran, der Darstellung einer Kurtisane nach Keisai Eisen (1790–1848) ist Jawlenskys Dame mit Fächer kaum vorstellbar. Aber auch die Kenntnis verschiedener Holzschnitte aus der eigenen Japan-Sammlung, von der er einen Teil an seine Wiesbadener Freundin Lisa Kümmel vererbte, dürften bei der Bildwerdung Pate gestanden haben.
Zu Jawlenskys herausragenden Gemälden im Jahr 1912 zählt sein Selbstbildnis,:Bd. 1, 1991, Nr. 477 eine grandiosen Inszenierung der eigenen Person, die ohne japanische Vorbilder nicht möglich ist. Auf viele Betrachter wirkt das Selbstbildnis befremdend und erinnert an Fremdländisches. Dazu trägt auch der ungewöhnliche, exotisch anmutende Farbauftrag im Gesicht bei. Ein Blick auf die noch erhaltenen Blätter von Jawlenskys Japan-Sammlung, insbesondere das Schauspielerbildnis von Toyohara Kunichika (1835–1900), macht hingegen deutlich, dass in der japanischen Kunst eine Quelle seiner künstlerischen Inspiration zu sehen ist; zumal Kunichika als Spezialist für Okubi-e-Bilder, „Großkopf-Darstellungen“, gilt. Er verzierte das Gesicht seines Bühnenkünstlers mit einer im Kabuki-Theater angewandten dicken und maskenhaften Schminktechnik, Kumadori.
Als Jawlensky die japanischen Holzschnitte kennenlernte und aus ihnen schöpfte, um sein eigenes Werk zu erneuern, hatte die Aufgeschlossenheit für japanische Kunst in der westlichen Kunstgeschichte schon Tradition. Er jedoch anverwandelte sich wie kein europäischer Maler vor ihm, die japanische Meisterschaft, Charaktere zu erfassen und Gemütszustände als sein Markenzeichen ins Bild zu setzen. Nicht nur das expressionistische Werk des „Kopf-Malers“ Jawlensky ist davon geprägt, sondern reicht über die Serien seiner Variationen, Mystischen Köpfe, Heilandsgesichte, Abstrakten Köpfe und Christusköpfe bis hin zu den Meditationen seines Spätwerks.

## Werke (Auswahl)
Gemälde mit eigenem Artikel:
- Bildnis Marianne von Werefkin, um 1900
- Stillleben mit Krug und Buch, vor 1902
- Helene im spanischen Kostüm, 1904
- Bagatelles (Jawlensky), 1904/1906
- Die Werefkin im Profil, um 1905
- Bauernmädchen mit Haube, vor 1906
- Der Bucklige, 1906
- Dorf in Bayern (Wasserburg/Kirch-Eiselfing), 1907
- Sommertag, 1907
- Stillleben mit Äpfeln, 1908
- Dame mit Fächer, 1909
- Nikita, 1910
- Blaue Berge (Landschaft mit gelbem Schornstein), 1912
- Selbstbildnis, 1912, 1912
- Frau mit Stirnlocke, 1913
- Bildnis Sacharoff, 1913
- Bildnis Sacharoff, um 1913
- Große Variation, Großer Weg, Abend, 1916
- Variation: 1916, Lichter Morgen, 1916
- Mystischer Kopf: Exotischer Kopf, 1917
- Variation: um 1918 (Zärtlichkeit), um 1918
- Variation: 1921 N. 84 (Geheimnis), um 1921

## Fälschungen
Bislang ist nicht nachgewiesen, dass der Kunstfälscher Wolfgang Beltracchi außer Max Pechstein, Max Ernst und Heinrich Campendonk auch Jawlensky gefälscht hat. Lange vor dessen Fälscherkarriere, spätestens seit Erscheinen des ersten Bandes von Jawlenskys Catalogue Raisonné (abgekürzt CR):Bd. 1, 1991 im Jahre 1991 ist allgemein bekannt, dass sich dieser Künstler „großer Beliebtheit bei der Fälscherzunft erfreut.“ Werke von mehreren anonymen Malern wurden entdeckt. Auf der Suche nach Jawlenskys „wahrem Werk“ stieß man auf Ungereimtheiten. Blumenstillleben à la Jawlensky erzielten z. B. Anfang der 1990er Jahre schon 30.000 bis 150.000 DM. Das Jawlensky-Werkverzeichnis bedeutete keinesfalls das Ende strittiger Fragen nach der Echtheit von Kunstwerken; der Streit um die echten Jawlenskys ist weiterhin „noch lange nicht ausgefochten.“
In die „Kategorie bemühter Nachschöpfungen“ wurden u. a. die Titel Dame mit gelbem Strohhut (CR 320), Die Mazedonierin (CR 483), Spanierin mit rotem Schal (CR 486) und Schneeberge Oberstdorf (CR 539) eingeordnet.
In Ausstellungen werden und wurden häufig Gemälde gezeigt, die durch fehlerhafte Restaurierungen und grobe Übermalungen das Bild der Entwicklung Jawlenskys entstellen, vgl. z. B.: Bauernmädchen mit Haube (CR 133) oder Weiblicher Halbakt (CR 517). Ebenso verunklären falsche Identifikationen und Datierungen das Werk und die Biographie des Künstlers, wie beispielsweise Madame Curie (CR 83) oder Bildnis Frau Epstein (CR 196).
„Unsterblich […] blamierte sich 1998 […] der Direktor des Essener Folkwang Museums, Georg W. Költzsch, mit einer Ausstellung Hunderter angeblich neu entdeckter Papierarbeiten des russisch-deutschen Expressionisten“, als er zusammen mit Michael Bockemühl die Ausstellung „Alexej von Jawlensky, Das Auge ist der Richter“ im Museum Folkwang ausrichtete. Das Jawlensky-Archiv steuerte zu der Essener Ausstellung „dreißig Exponate“ bei. Wie sich am 2. Februar 1998 für die Aquarelle und Zeichnungen nachweisen ließ, handelte es sich um Machwerke, die Jawlenskys eigenen und sogar Werken anderer Künstler nachempfunden worden waren. Bis in jüngste Zeit werden immer wieder vermeintlich originale Jawlenskys enttarnt. Während man sich bei der Frage nach Echtheit oder Fälschung verschiedentlich auf „Bauchgefühle“ verlässt, ging die Kunsthalle in Emden mit nachahmenswertem Beispiel anderen Museen voraus und gab Anfang Dezember 2013 bekannt, dass sie zwei gefälschte Jawlenskys auf Grund kunsttechnologischer Untersuchungen ausgemustert habe. Dabei handelt es sich um die Landschaft Oberstdorf (CR 543) und das Frauenporträt Manola mit violettem Schleier (CR 507).

## Ehrungen

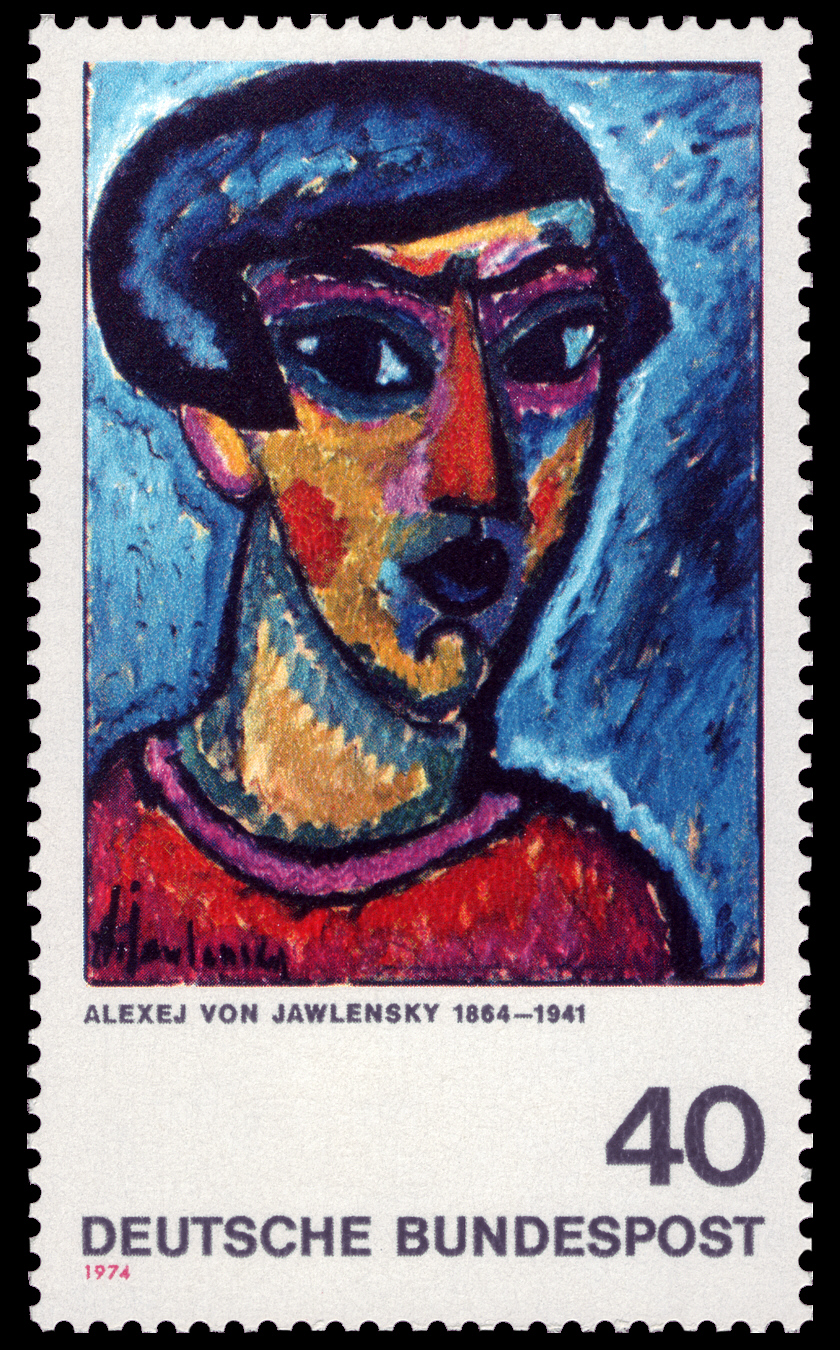
Briefmarke der Deutschen Bundespost aus dem Jahr 1974 mit Jawlenskys Gemälde Kopf in Blau

Der Künstler ist Namensgeber für den „Jawlensky-Preis“, der von der Hessischen Landeshauptstadt Wiesbaden, der Spielbank Wiesbaden und der Nassauischen Sparkasse im fünfjährigen Turnus an zeitgenössische Künstler seit 1991 vergeben wird. Mit der Auszeichnung sind ein Geldpreis, eine Ausstellung im Museum Wiesbaden und der Ankauf einer Arbeit verbunden.
Die Deutsche Bundespost brachte am 15. Februar 1974 im Rahmen einer Doppelausgabe zum Deutschen Expressionismus eine Briefmarke mit dem Kopf in Blau im Wert von 40 Pfennig heraus, wobei die zweite Marke zu 30 Pfennigen Franz Marcs Rote Rehe zeigt.

## Adelstitel
Jawlenskys Adelsstand ist vor dem speziellen russisch-sozialen Hintergrund unstrittig. Da sein Vater als Oberst über den erblichen Adel verfügte, Jawlensky zudem ehelicher Geburt war, kann daran kein ernsthafter Zweifel bestehen. Darüber hinaus hatte er selbst allein schon als Fähnrich die niedrigste Rangstufe des russischen Adels erreicht. Dennoch äußerte bereits Kandinsky, dass sich Jawlensky zu Unrecht mit einem Adelstitel schmücke. Offiziell benutzte er selbst das deutsche Adelsprädikat „von“ offenbar jedoch nicht durchgängig. Letzteres belegen zum einen das Emaille-Schild seiner „Zeichen und Malschule“, auf dem er sich schlicht nur „A. Jawlensky“ nannte. Gleichermaßen stellte er sich in München mit einer Visitenkarte ohne „von“ seinen Zeitgenossen vor. Der Nabi Jan Verkade sprach lediglich von „dem Russen Alexej Jawlensky“, während er dessen Lebensgefährtin, die Malerin und Generalstochter Marianne von Werefkin, als „Exzellenz v. Werferin“ bezeichnete. Der Grabstein von Alexej von Jawlensky und seiner Gattin Helene geb. Nesnakomoff auf dem russischen Friedhof in Wiesbaden weist den Familiennamen mit dem deutschen Adelsprädikat aus. Aus der vorehelichen Beziehung zu Helene Nesnakomoff war 1902 der Sohn Andreas Jawlensky hervorgegangen, der seinen Vater zur Heirat seiner Mutter bedrängte, wodurch Andreas legitimiert werden konnte. Alexej heiratete Helene, die im Haus seiner Lebensgefährtin Marianne von Werefkin aufgewachsen war, 1922.

## Werkverzeichnis
Jawlenskys vielseitiges Gesamtwerk wird in einem vierbändigen Catalogue Raisonné (abgekürzt CR) dokumentiert. Die darin enthaltenen Zuschreibungen werden von einigen Spezialisten nicht geteilt. Sein Erscheinen verzögerte sich durch einen Rechtsstreit, der über mehrere Instanzen ging und 1991 vom Bundesgerichtshof entschieden wurde. Eine große Reihe von ins Werkverzeichnis aufgenommenen Fälschungen fand sich in der Jawlensky-Ausstellung, die das Essener Museum Folkwang 1998 zeigte, zu der zeitgleich der vierte Band des CR auf den Markt gekommen war. Die offizielle Abschreibung und jeweils neueste Forschungsresultate zum Gesamtwerk finden sich in der Reihe Bild und Wissenschaft. Ungeklärt bleibt bislang u. a., dass Jawlenskys Werkverzeichnis die Existenz für zwölf Gemälde mit der Provenienz Philipp Harth angibt:Bd. 3, 1993, Nr. 473, der ehemals etliche Jawlensky-Bilder besaß. Die Zuverlässigkeit der Angabe wird jedoch dadurch in Frage gestellt, weil seine Frau über deren Verbleib 1972 folgendes an Andreas Jawlensky schrieb: „Zu meinem großen Kummer sind diese kostbaren Bilder am Ende des Krieges mit allem anderen, was wir besaßen, verbrannt.“

## Sammlungen
Bedeutende Werke in den Kunstsammlungen:
- Albertina, Wien[125]
- Kunstmuseum Basel, Basel
- Museum Wiesbaden, Wiesbaden
- Museum Gunzenhauser, Chemnitz
- Norton Simon Museum, Pasadena
- Städtische Galerie im Lenbachhaus, München
- Sprengel Museum Hannover, Hannover
- Museum Ostwall, Dortmund
- Osthaus Museum Hagen, Hagen
- Staatsgalerie Stuttgart, Stuttgart
- Long Beach Museum of Art, Long Beach

## Ausstellungen (Auswahl)
- 15. Mai 1914 bis 4. Oktober 1914: Baltiska Utstallningen. Malmö
- 1947: Alexej v. Jawlensky (1864–1941) (Gemälde, Grafiken) Haus für moderne Kunst und Raumgestaltung, Egon Günther, Mannheim
- 13. März 1959 bis 3. Mai 1959: Alexej von Jawlensky (1864–1941). Städtische Galerie im Lenbachhaus und Kunstbau München[126]
- 17. Juli 1964 bis 13. September 1964: Alexej von Jawlensky. Städtische Galerie im Lenbachhaus und Kunstbau München[126]
- 27. Februar bis 17. April 1983: Jawlensky und Malerfreunde. Museum Wiesbaden[127]
- 13. Dezember 1983 bis 5. Februar 1984: Alexej Jawlensky, Zeichnungen – Graphik – Dokumente. Museum Wiesbaden[128]
- 14. Februar 2014 bis 1. Juni 2014: Horizont Jawlensky. Alexej von Jawlensky im Spiegel seiner künstlerischen Begegnungen 1900–1914. Museum Wiesbaden
- 21. Juni bis 19. Oktober 2014: Horizont Jawlensky. Auf den Spuren von van Gogh, Matisse, Gauguin. Kunsthalle Emden
- 6. November 2015 bis 13. Februar 2016: Alexej von Jawlensky. Galerie Thomas, München
- 19. März – 25. Juni 2017: Alexej Jawlensky – Georges Rouault. Sehen mit geschlossenen Augen. Kunstmuseum Moritzburg Halle (Saale)[129]
- 29. September 2018 bis 27. Januar 2019: Alexej von Jawlensky – Expressionism and Devotion. Gemeentemuseum, Den Haag
- 2019: Lebensmenschen: Alexej von Jawlensky und Marianne von Werefkin. Städtische Galerie im Lenbachhaus und Kunstbau München
- 10. Januar bis 16. Mai 2021: Gesicht | Landschaft | Stillleben. Kunstmuseum Bonn[130]
- 2023: Sammelausstellung, Säulen der Moderne, Galerie & Edition Bode, Nürnberg

## Dokumentation
- Alexej von Jawlensky - Der Maler der 1000 Gesichter. Regie: Maria Anna Tappeiner, ZDF, Deutschland, 54 Minuten, 2024

## Hörspiel
- Ute Mings: Kandinsky, Münter, Jawlensky, Werefkin und Co. Die Neue Künstlervereinigung München (1909–1912). Bayerischer Rundfunk 2, 2009